# Peacock (bài hát)

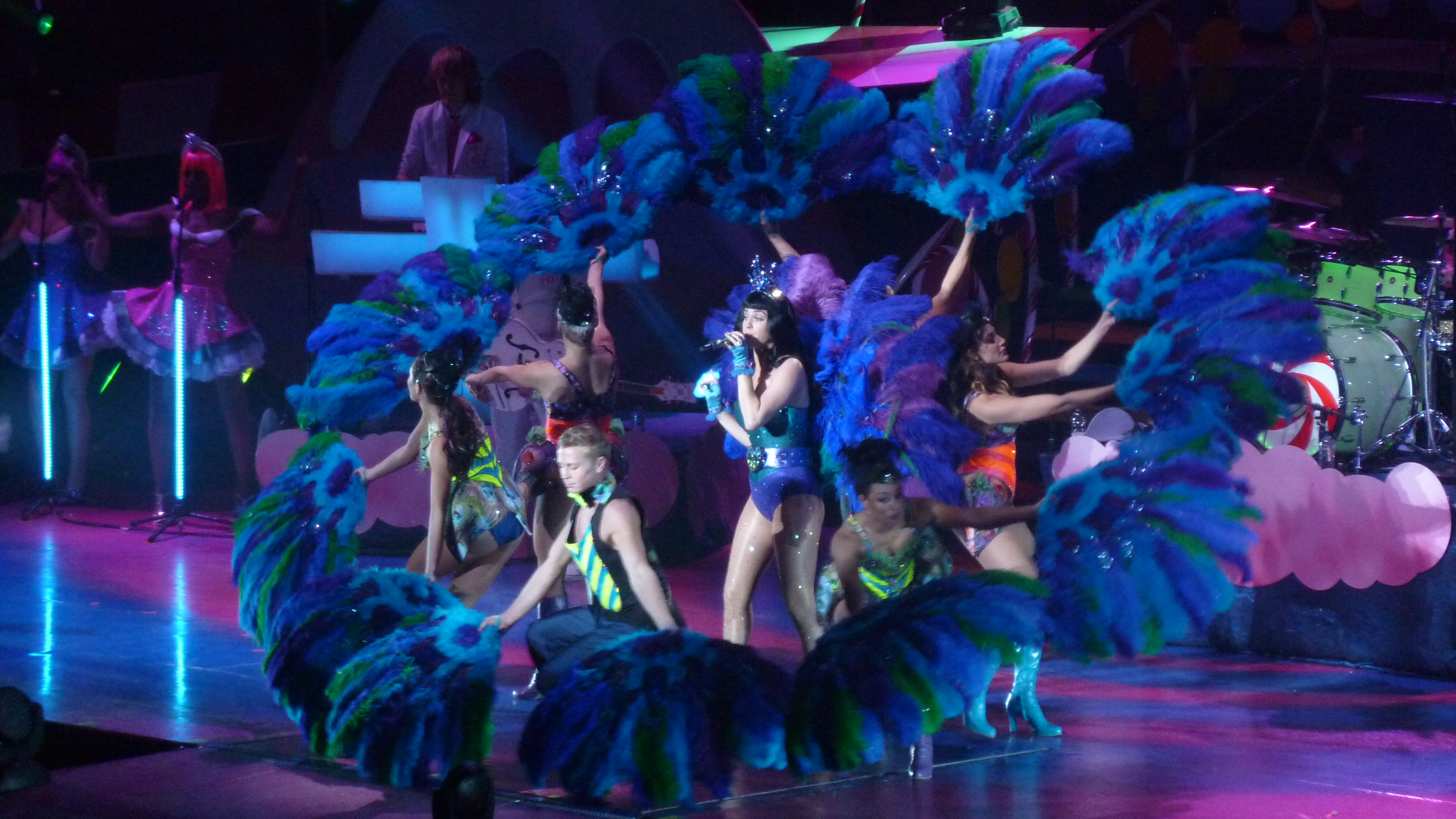
Perry biểu diễn "Peacock" ở Dublin, Ireland

"Peacock" là một bài hát được thu âm bởi ca sĩ người Mỹ Katy Perry, trích từ album phòng thu thứ ba của cô, Teenage Dream (2010). Vì bài hát chứa đầy ca từ khiêu gợi liên quan đến cơ quan sinh dục nam, Capitol Records ban đầu phản đối ý tưởng đưa nó vào đĩa nhạc của cô. Tương tự như những gì đã xảy ra với một bài hát khác của Perry – "I Kissed a Girl" (2008) – cô từ chối rút nó khỏi đĩa hát. "Peacock" đã được các nhà phê bình âm nhạc đánh giá cao về mặt âm nhạc và so sánh nó với bản hit "Mickey" của Toni Basil những năm 1980 và "Hollaback Girl" của Gwen Stefani (2005). Vào ngày 26 tháng 3 năm 2012, một phiên bản remix được phát hành dưới dạng đĩa đơn quảng bá trên iTunes.
Mặc dù không được phát hành dưới dạng đĩa đơn, bài hát đã lọt vào một số bảng xếp hạng âm nhạc trên toàn thế giới. Quốc gia xếp hạng kém thành công nhất của "Peacock" là Vương quốc  Liên hiệp Anh và Bắc Ireland, bài hát hoạt động tốt nhất trên các bảng xếp hạng tại Mỹ, đứng đầu bảng xếp hạng Billboard Dance Club Songs trong một tuần và đã được chứng nhận Bạch kim bởi RIAA. Perry đã biểu diễn "Peacock" nhiều lần, bao gồm cả trong chuyến lưu diễn vòng quanh thế giới California Dreams Tour năm 2011 của cô. Khi biểu diễn ca khúc, cô thường mặc trang phục sặc sỡ hoặc lấp lánh.

## Danh sách bản nhạc
Tải nhạc số – Cory Enemy & Mia Moretti Remix
1. "Peacock" (Cory Enemy & Mia Moretti Remix) – 5:32

## Ghi công và đội ngũ
Danh sách ghi công được lấy từ phần ghi chú của Teenage Dream.
- Trợ lý: Tim Robbins
- Mixer: Serban  Ghenea
- Kỹ sư mix: John Hanes
- Nhà sản xuất: Stargate
- Nhà thu âm: Mikkel S. Eriksen, Miles Walker
- Giọng bè, giọng chính: Katy Perry
- Sáng tác bài hát: Katy Perry, Mikkel S. Eriksen, Tor Erik Hermansen, Ester Dean

## Bảng xếp hạng
| Bảng xếp hạng (2010)                              | Vị trí cao nhất |
| ------------------------------------------------- | --------------- |
| Canada (Canadian Hot 100)                         | 56              |
| Cộng hòa Séc (IFPI)                               | 52              |
| Hàn Quốc (Gaon International Chart)               | 101             |
| Anh Quốc UK Singles (Official Charts Company)     | 125             |
| Hoa Kỳ Bubbling Under Hot 100 Singles (Billboard) | 5               |
| Hoa Kỳ Dance Club Songs (Billboard)               | 1               |

## Chứng nhận
| Quốc gia                                                    | Chứng nhận | Số đơn vị/doanh số chứng nhận |
| ----------------------------------------------------------- | ---------- | ----------------------------- |
| Úc (ARIA)                                                   | Vàng       | 35.000‡                       |
| Brasil (Pro-Música Brasil)                                  | Vàng       | 30.000‡                       |
| Hoa Kỳ (RIAA)                                               | Bạch kim   | 1.000.000‡                    |
| ‡ Chứng nhận dựa theo doanh số tiêu thụ và phát trực tuyến. |            |                               |